# Ikh-Uul, Zavkhan
Ikh-Uul (tiếng Mông Cổ: Их-Уул) là một sum của tỉnh Zavkhan ở miền tây Mông Cổ. Vào năm 2005, dân số của sum là 6.271 người.

## Địa lý
Sum có diện tích khoảng 3.800 km2. Trung tâm sum, Buyant-Ukhaa, nằm cách tỉnh lỵ Uliastai 175 km và thủ đô Ulaanbaatar 580 km.

### Khí hậu
Ikh-Uul có khí hậu bán khô hạn. Nhiệt độ trung bình hàng năm ở khu vực này là 0 °C. Tháng ấm nhất là tháng 7, khi nhiệt độ trung bình là 20 °C và lạnh nhất là tháng 1, với -25 °C. Lượng mưa trung bình hàng năm là 311 mm. Tháng ẩm ướt nhất là tháng 7, với lượng mưa trung bình là 74 mm, và khô nhất là tháng 2, với 3 mm.

## Kinh tế
Sum có một trường học, bệnh viện và khu dịch vụ.